# Delacour-Kletterratte
Die Delacour-Kletterratte oder Delacour-Seidenratte (Hapalomys delacouri) ist eine Säugetierart aus der Gattung der Asiatischen Kletterratten (Hapalomys) innerhalb der Nagetiere (Rodentia). Sie ist vom äußersten Süden der Volksrepublik China bis in den Norden Vietnams und nach Laos verbreitet.
Die Art ist nach dem französischen Ornithologen Jean Théodore Delacour benannt.

## Merkmale

### Allgemeine Merkmale
Die Delacour-Kletterratte erreicht eine Kopf-Rumpf-Länge von 12,3 bis 13,6 Zentimeter und eine Schwanzlänge von 14,0 bis 16,0 Zentimeter. Die Hinterfußlänge beträgt 22 bis 24 Millimeter und die Ohrlänge 14 bis 15 Millimeter. Das Rückenfell ist ockerfarben-braun mit langen und weichen Haaren. Die Bauchseite ist weiß und scharf gegenüber den Rückenfell abgegrenzt. Der Schwanz ist etwas länger als die restliche Körperlänge, er ist an der Basis blassbraun und wird zum Ende hin dunkler braun. Er endet in einem kurzen, etwa 6 Millimeter langen Haarbüschel. Der Rand der Ohren ist mit gefransten, langen Haaren besetzt, die die zweifache Länge der Ohrmuschel haben können. Die Vibrissen sind ebenfalls lang und reichen zurückgelegt bis zur Schulter. Die Vorder- und Hinterfüße sind lang und breit, der Daumen ist opponierbar und besitzt einen Nagel anstatt einer Kralle. Die Weibchen haben vier Paar Zitzen, wobei je ein Paar an der Brust und eines am Bauch sowie zwei Paar in der Leistengegend sitzen.

### Schädelmerkmale
Der Schädel hat eine Gesamtlänge von 32 bis 34 Millimeter. Er besitzt ein kurzes, breites Rostrum und einen großen quadratisch wirkenden Hirnschädel mit deutlichen Supraorbitalleisten. Der jeweils erste Molar im Ober- und Unterkiefer besitzt drei Reihen von je drei Spitzen, die nahezu symmetrisch vom Anfang zum Ende sind.

### Genetische Merkmale
Der Karyotyp der Delacour-Kletterratte besteht aus einem diploiden Chromosomensatz von 2n = 38 Chromosomen, die Anzahl der Chromosomenarme (FN) beträgt 48. Dabei besteht der Chromosomensatz aus sechs Paaren metazentrischer und 12 Paaren acrozentrischer Chromosomen sowie beim Männchen jeweils einem großen metazentrischen X-Chromosom und einem kleineren Y-Chromosom. 2019 wurde zudem das komplette Mitogenom, also die vollständige Sequenz der mitochondrialen DNA, der Art publiziert.

## Verbreitung
Die Delacour-Kletterratte ist vom äußersten Süden der Volksrepublik China im südlichen Yunnan, Guangxi sowie auf der Insel Hainan bis in den Norden Vietnams und Thailands sowie nach Laos verbreitet.

## Lebensweise
Angaben über die Lebensweise der Art sind rar. Sie ist nachtaktiv und baumlebend und ist wahrscheinlich an Bambusbestände in Höhen zwischen 1200 und 1500 Metern gebunden und lebt dort wahrscheinlich nur in den höheren Bereichen der Pflanzen (arboreal). Wie die Langschwanz-Kletterratte (Hapalomys longicaudatus) ernährt sie sich wahrscheinlich ausschließlich herbivor und frisst wahrscheinlich vor allem frische Triebe und Knospen der Bambuspflanzen. In Gefangenschaft nimmt sie zudem Früchte und Wurzelknollen als Nahrung an. Ihre Nester bauen die Tiere wahrscheinlich in Hohlräume in den Internodien lebender und abgestorbener Bambusstämme.

## Systematik
Die Delacour-Kletterratte wird als eigenständige Art innerhalb der Asiatischen Kletterratten (Gattung Hapalomys) eingeordnet, die aus drei Arten besteht. Die wissenschaftliche Erstbeschreibung erfolgte durch Oldfield Thomas im Jahr 1927, der die Art anhand von Individuen aus Dakto im Süden Vietnams unter dem heute noch gültigen Namen beschrieb. Das Handbook of the Mammals of the World 2015 weist auf Unterschiede bei den Populationen im Norden von Laos und denen und Laos hin, die beide 1927 von Oldfield Thomas als Hapalomys delacouri und Hapalomys pasquieri beschrieben wurden und eigenständig sein könnten, außerdem beschrieb Glover Morrill Allen im gleichen Jahr die Population auf Hainan als Hapalomys marmosa. Molekularbiologische Studien weisen auf mehrere Arten innerhalb eines Artenkomplexes hin, der aktuell als Hapalomys delacouri zusammengefasst wird und die Suntsow-Kletterratte oder Suntsow-Seidenratte (Hapalomys suntsovi) aus dem südlichen Vietnam wurde 2017 auf Basis dieser Daten als eigenständige Art ausgegliedert.
Neben der Nominatform Hapalomys delacouri delacouri unterscheiden Smith & Yan Xie 2009 für China eine weitere Unterart Hapalomys delacouri marmosa, die endemisch auf der Insel Hainan ist. Im Handbook of the Mammals of the World werden keine Unterarten unterschieden.

## Gefährdung und Schutz
Die Art wird von der International Union for Conservation of Nature and Natural Resources (IUCN) als gefährdet (vulnerable) gelistet. Begründet wird dies durch den angenommen starken Rückgang der Bestände, die auf mehr als 30 % über den Zeitraum von 10 Jahren geschätzt werden. Bedingt wird dieser durch den Lebensraumverlust, der mit dem Rückgang der Bambuswälder einhergeht.

## Belege
1. ↑  Beolens, Watkins & Grayson: The Eponym Dictionary of Mammals. Johns Hopkins University Press, Baltimore 2009, ISBN 978-0-8018-9304-9, S. 105 (Delacour).
2. 1 2 3 4 5 6  Lesser Marmoset Rat. In: Andrew T. Smith, Yan Xie: A Guide to the Mammals of China. 2008, S. 261.
3. ↑  Alexei V. Abramov, Vladimir M. Aniskin, Viatcheslav V. Rozhnov: Karyotypes of two rare rodents, Hapalomys delacouri and Typhlomys cinereus (Mammalia, Rodentia), from Vietnam. Zookeys 164, 2012; S. 41–49. doi:10.3897/zookeys.164.1785.
4. ↑  Bin Zhanga, Xuelong Jiang: The complete mitochondrial genome of marmoset rats Hapalomys delacouri (Rodentia: Muridae). Mitochondrial DNA Part B 4 (2), 2019; S. 2525–2526. doi:10.1080/23802359.2019.1627938, (Volltext).
5. 1 2  Hapalomys delacouri in der Roten Liste gefährdeter Arten der IUCN 2015-4. Eingestellt von: D. Lunde, K. Aplin, 2008. Abgerufen am 21. Dezember 2015.
6. 1 2 3 4 5 6 7  Lesser Marmoset Rat. In: Don E. Wilson, Thomas E. Lacher, Jr, Russell A. Mittermeier: Handbook of the Mammals of the World: Rodents II. Band 7. Lynx Edicions, 2017, ISBN 978-84-16728-04-6; S. 653.
7. 1 2  Hapalomys delacouri. In: Don E. Wilson, DeeAnn M. Reeder (Hrsg.): Mammal Species of the World. A taxonomic and geographic Reference. 2 Bände. 3. Auflage. Johns Hopkins University Press, Baltimore MD 2005, ISBN 0-8018-8221-4.
8. ↑  A.V. Abramov, A.E. Balakirev, V.V. Rozhnov: New Insights Into the Taxonomy of the Marmoset Rats Hapalomys (Rodentia: Muridae).  Raffles Bulletin of Zoology 65, 2017; S. 20–28.